# Джозеф Генрі Мейден
Джозеф Генрі Мейден (25 квітня 1859 — 16 листопада 1925) — ботанік, зробив  значний внесок у вивчення флори Австралії, монограф роду Евкаліпт.

## Біографія
Джозеф Мейден народився в Лондоні в 1859 році. Вивчати науки він почав у Лондонському університеті, але слабке здоров'я не дозволило йому закінчити курс. Тривала морська подорож була частиною його лікування, і, таким чином, у 1880 році він прибув у Новий Південний Уельс. У 1881 році Мейден був призначений першим куратором Технологічного музею (англ. Powerhouse Museum) в Сиднеї, та займав цю посаду до 1896 року. Він особливо цікавився місцевою флорою та, на початку свого перебування в Австралії, часто об'єднувався з преподобним Вільямом Вуллзом у його ботанічних дослідженнях. У його першій книзі «Useful Native Plants of Australia» («Корисні рослини Австралії»), опублікованій у 1889 році, він також висловлює вдячність Фердинанду фон Мюллеру, з яким листувався .
У 1890 році Мейден був призначений ботаніком-консультантом Міністерства сільського господарства Австралії, а в 1894 році — інспектором з технічної освіти. У 1896 Мейден був призначений ботаніком в уряді та директором ботанічних садів. Він відразу ж організував гербарій, що став першим гербарієм на території Британських колоній.
У 1915 році Мейден став Ліннеївським лауреатом. У 1924 році Мейден нагороджений медаллю Кларка — нагородою Королівського товариства Нового Південного Уельсу, що вручається за видатні досягнення в галузі геології, мінералогії та природної історії Австралоазії.

## Праці
- «Bibliography of Australian Economic Botany»
- «The Flowering Plants and Ferns of New South Wales»
- «Forest Flora of New South Wales»
- «Illustrations of New South Wales Plants»
- «Sir Joseph Banks the „father of Australia“»
- «A Census of New South Wales Plants»
- «The Weeds of New South Wales»[3][4].

Мейден був визнаним авторитетом у вивченні родів Акація та Евкаліпт. Він опублікував більш як 120 робіт з систематики цих рослини та восьмитомну працю «A Critical Revision of the Genus Eucalyptus», залишався основним протягом більш як п'ятдесят років. Це видання було розпочато в 1903 році та закінчено вже після смерті вченого (під редакцією R. H. Gambage та W. F. Blakely) в 1933 році. Мейден описав сотні видів рослин та зібрав багато типових зразків австралійських рослин.
Eucalyptus maidenii, описаний Фердинандом фон Мюллером, названо на його честь.
Джозеф Мейден вийшов на пенсію в 1924 році, у цьому ж році помер у передмісті Сиднею Туррамурі.